# Brebovnica
Brebovnica – wieś w Słowenii, w gminie Gorenja vas-Poljane. W 2018 roku liczyła 133 mieszkańców.